# Buddleja suaveolens
Buddleja suaveolens är en flenörtsväxtart som beskrevs av Carl Sigismund Kunth och Bouche. Buddleja suaveolens ingår i släktet buddlejor, och familjen flenörtsväxter. Inga underarter finns listade i Catalogue of Life.